# جیاموسی
جیاموسی (به چینی: 佳木斯市) یک شهر در سطح ولایت در جمهوری خلق چین است که در استان هئی‌لونگ‌جیانگ واقع شده‌است.
منطقهٔ شهری اصلی «شهر در سطح ولایت» جیاموسی از طریق آزادراه ملی G1011 به مرکز استان هئی‌لونگ‌جیانگ، شهر هاربین در فاصله حدود ۳۵۰ کیلومتری شرقی این شهر متصل شده است. آزادراه G11 این شهر را به شهر هه‌گانگ در ۶۵ کیلومتری شمال، و شهرهای چی‌تای‌هه و مودان‌جیانگ در فاصله ۲۰۰ کیلومتری و ۴۱۰ کیلومتری جنوب این شهر متصل شده است. آزادراه‌های دیگری ارتباط بین منطقهٔ شهری اصلی «شهر در سطح ولایت» جیاموسی و شهرهای «در سطح شهرستان» تابع این شهرستان، و همین‌طور نقاط مرزی با روسیه در طول رود آمور و رودخانه اوسوری متصل می‌کند.
از شمال، جیاموسی با استان خودگردان یهودی در روسیه، در طول رود آمور، و در شرق با سرزمین خاباروفسک در طول  رودخانه اوسوری، هم‌مرز است. شهر «در سطح شهرستان» شهر تونگ‌جیانگ در تابعیت جیاموسی، از طریق پل راه‌آهن به استان خودگردان یهودی و بیروبیجان متصل است. اما هیچ پل (روی رودخانه اوسوری) و گذرگاه مرزی ماشین‌رو یا راه‌آهنی مستقیمی بین خاباروفسک و چین وجود ندارد.

## خصوصیات
جیاموسی ۳۲٬۴۶۹ کیلومترمربع مساحت و ۲٬۱۵۶٬۵۰۵ نفر جمعیت دارد و ۸۳ متر بالاتر از سطح دریا واقع شده‌است.

## خواهرخوانده
شهر کامسامولسک بر آمور خواهرخواندهٔ جیاموسی هست.

## شهرها و شهرستان‌ها
|                                 |           |               |            |                      |             |  |  |  |  |  |
| نام                             | حروف چینی | پین‌یین        | جمعیت-۱۳۹۹ | مساحت (کیلومتر مربع) | تراکم جمعیت |  |  |  |  |  |
| منطقه جیاو                      | 郊区      | Jiāo Qū       | ۲۶۵٬۳۴۰    | ۱٬۷۰۳٫۵۷             | ۱۵۵٫۷۶      |  |  |  |  |  |
| منطقه چیان‌جین                   | 前进区    | Qiánjìn Qū    | ۱۸۰٬۸۹۳    | ۱۶٫۰۰                | ۱۱٬۳۰۵٫۸۱   |  |  |  |  |  |
| منطقه دونگ‌فنگ                   | 东风区    | Dōngfēng Qū   | ۱۲۱٬۳۰۵    | ۱۴۲٫۶۰               | ۸۵۰٫۶۷      |  |  |  |  |  |
| منطقه شیانگ‌يانگ                 | 向阳区    | Xiàngyáng Qū  | ۲۹۵٬۰۱۷    | ۴۱٬۴۵                | ۷٬۱۱۷٫۴۲    |  |  |  |  |  |
| شهر تونگ‌جیانگ                   | 同江市    | Tóngjiāng Shì | ۱۷۶٬۱۱۲    | ۶٬۲۲۹٫۰۴             | ۲۸٫۲۷       |  |  |  |  |  |
| شهر فوجین                       | 富锦市    | Fùjǐn Shì     | ۴۱۴٬۰۹۰    | ۸٬۲۲۴٫۲۲             | ۵۰٫۳۵       |  |  |  |  |  |
| شهر فویوان (شهر در سطح شهرستان) | 抚远市    | Fǔyuǎn Shì    | ۹۷٬۳۲۹     | ۶٬۰۴۰٫۹۱             | ۱۶٫۱۱       |  |  |  |  |  |
| شهرستان تانگ‌یوان                | 汤原县    | Tāngyuán Xiàn | ۱۷۳٬۶۸۸    | ۳٬۴۱۹٫۹۲             | ۵۰٫۷۹       |  |  |  |  |  |
| شهرستان هواچوان                 | 桦川县    | Huàchuān Xiàn | ۱۴۵٬۸۷۶    | ۲٬۲۲۸٫۱۱             | ۶۵٫۴۷       |  |  |  |  |  |
| شهرستان هوانان                  | 桦南县    | Huànán Xiàn   | ۲۸۶٬۸۵۵    | ۴٬۴۱۷٫۹۸             | ۶۴٫۹۳       |  |  |  |  |  |